# 680

## أحداث
- 12 أكتوبر - معركة كربلاء التي استشهد فيها حفيد النبي محمد الحسين

## مواليد
- حسان بن أبي سنان
- قتادة بن دعامة
- هشام بن عروة

## وفيات
- معاوية بن أبي سفيان، صحابي وأول خليفة أموي. خلفه ابنه يزيد بن معاوية.
- مقتل هانئ بن عروة أحد أصحاب علي بن أبي طالب ومن وجهاء الكوفة وممن ناصروا مسلم بن عقيل وثورة الحسين.
- مرداس بن حدير
- عمرو بن شأس الأسدي
- مقتل مسلم بن عقيل ابن عم الحسين بن علي وسفيره.
- مقتل الحسين بن علي حفيد محمد مع أهل بيته وأصحابه في معركة كربلاء.
- سحيم بن وثيل الرياحي